# Nahoreanî, Pustomîtî
Nahoreanî (în ucraineană Нагоряни) este un sat în comuna Solonka din raionul Pustomîtî, regiunea Liov, Ucraina.

## Demografie
Componența lingvistică a localității Nahoreanî
     Ucraineană (94,47%)
     Rusă (5,13%)
     Alte limbi (0,16%)
Conform recensământului din 2001, majoritatea populației localității Nahoreanî era vorbitoare de ucraineană (94,47%), existând în minoritate și vorbitori de rusă (5,13%).